# Élections sénatoriales américaines de 2006
- deux sénateurs républicains
- deux sénateurs démocrates
- un sénateur de chaque parti
- un sénateur démocrate et un indépendant.

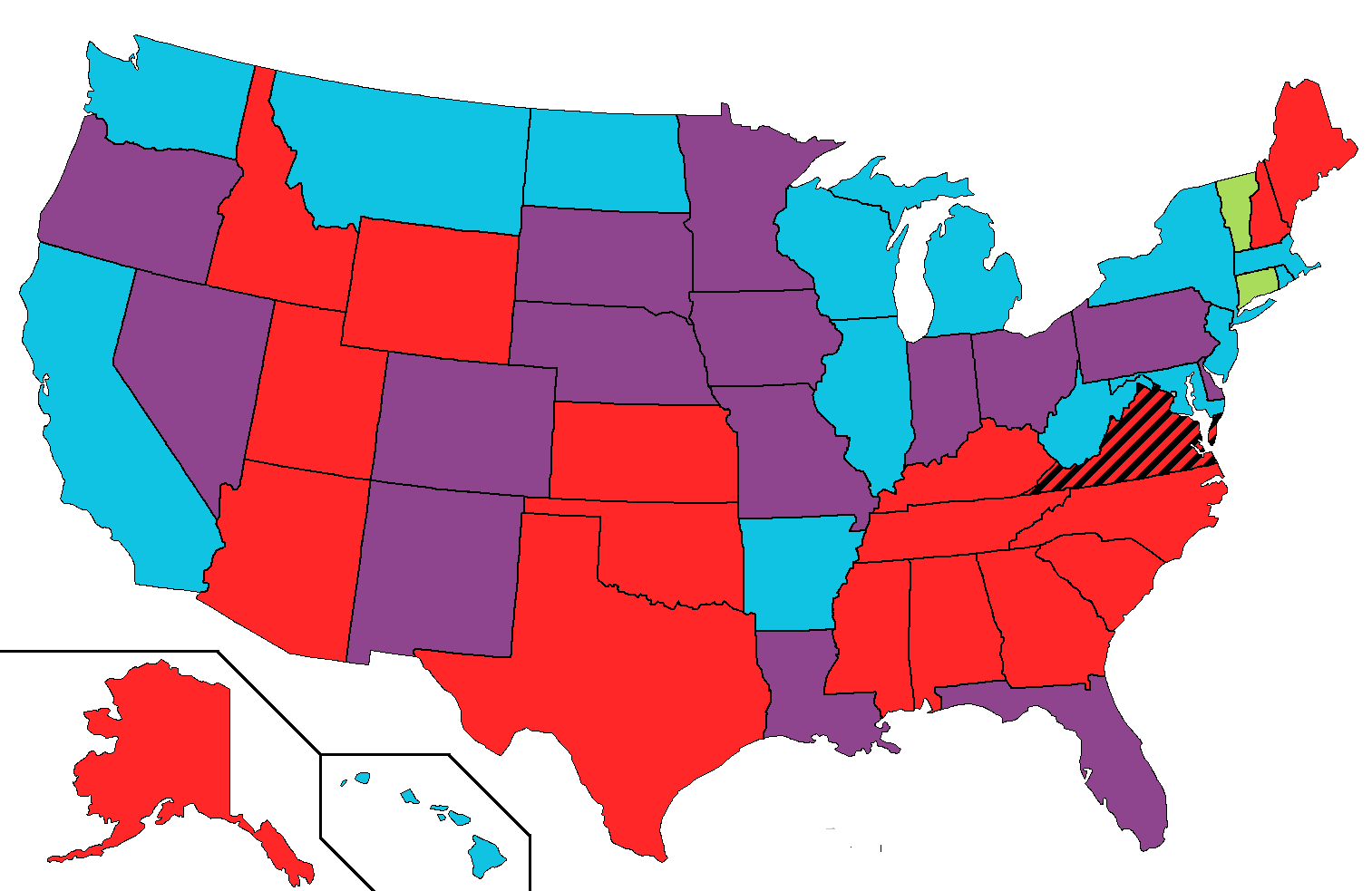
Élections sénatoriales 2006 (États-Unis)
deux sénateurs républicains
deux sénateurs démocrates
un sénateur de chaque parti
un sénateur démocrate et un indépendant.
Rayures : résultats incertains
(source CNN, basé sur des projections au 9 novembre 2006).

En 2006, les élections au Sénat des États-Unis ont eu lieu le 7 novembre. 33 sièges devaient être renouvelés sur les 100 que compte cette assemblée. Le mandat des sénateurs étant de six ans, ceux qui ont été élus à l'occasion de cette élection siègeront dans le 110e congrès, du 3 janvier 2007 au 3 janvier 2013.
Les démocrates remettaient 17 sièges en jeu et en ont remporté 22 (ou 23 si l'on compte Joe Lieberman, démocrate sortant élu en tant qu'indépendant) alors que les républicains, qui disposaient de 15 sièges, n'en ont conservé que 9. James Jeffords, seul indépendant du Sénat, ne se représentait pas mais il a été remplacé par Bernie Sanders, non-partisan soutenu par les démocrates.
À l'issue de ce scrutin, chaque parti contrôle 49 sièges mais le règlement du Sénat oblige les élus à siéger dans la majorité (Senate majority) ou dans la minorité (Senate minority). Les deux sénateurs indépendants ont alors rejoint les démocrates, qui ont formé la majorité du Sénat.
Les élections sénatoriales ont eu lieu en 2008 et abouti à une progression de la majorité démocrate.

## Cadre institutionnel et mode de scrutin
Le Sénat des États-Unis a 100 membres, deux pour chaque États des États-Unis, élus pour une durée de six ans. Les sénateurs sont divisés en 3 classes, une des trois classes étant renouvelés tous les 2 ans. Avant 1913 et l'apparition du dix-septième amendement de la Constitution des États-Unis, les sénateurs étaient élus par les assemblées des États, et non par leurs corps électoraux.

## Résultats
| Partis | Partis            | Sénat avant l'élection | Sièges        | Sièges | Vote populaire | Vote populaire | Sénat après l'élection | Changement |
| Partis | Partis            | Sénat avant l'élection | Sièges en jeu | Élus   | Voix           | %              | Sénat après l'élection | Changement |
| ------ | ----------------- | ---------------------- | ------------- | ------ | -------------- | -------------- | ---------------------- | ---------- |
|        | Parti démocrate   | 44                     | 17            | 22     | 33 929 202     | 53,91          | 49                     | 5          |
|        | Parti républicain | 55                     | 15            | 9      | 26 474 169     | 42,38          | 49                     | 6          |
|        | Parti libertarien | —                      | —             | —      | 614 629        | 0,98           | -                      | -          |
|        | Indépendants      | 1                      | 1             | 2      | 879 032        | 1,40           | 2                      | 1          |
|        | Autres            | —                      | —             | —      | 841 262        | 1,34           | —                      | —          |
| Total  | Total             | 100                    | 33            | 33     | 62 938 294     | 100,00         | 100                    | —          |